# The Lemon Song
The Lemon Song är en sång inspelad av den brittiska rockgruppen Led Zeppelin 1969 på albumet Led Zeppelin II. Textmässigt lånar låten friskt från Howlin' Wolf's "Killing Floor" och Robert Johnson's "Travelling Riverside Blues".